# Markel Beloki
Markel Beloki Fernández (Vitoria, Álava, 27 de julio de 2005) es un ciclista español que compite con el equipo EF Education-EasyPost.

## Biografía
Markel es hijo de Joseba Beloki. Nacido en Vitoria, descubrió el ciclismo con su padre y se incorporó a un club con 12 años. Miembro de la formación MMR Cycling Academy, estuvo participando durante el invierno de 2022-2023 en unas prácticas de seis días con el equipo UCI WorldTeam Movistar Team. Según Patxi Vila, mostraba cualidades similares a las de su padre, tipo escalador, resistente y con capacidad para aspirar a la clasificación general.
En 2023 consiguió varias victorias en carreras españolas júnior, incluido el título nacional de contrarreloj y un segundo puesto en ruta. Seleccionado para los campeonatos del mundo y de Europa júnior, su mejor resultado fue el séptimo puesto en la contrarreloj. En septiembre, el equipo estadounidense UCI WorldTeam EF Education-EasyPost anunció su contratación para 2024.

## Palmarés
2024
- 2.º en el Campeonato de España Contrarreloj

2025
- Tour de Alsacia, más 1 etapa

## Resultados

### Vueltas menores
| Carrera | Carrera              | 2024 | 2025 |
| ------- | -------------------- | ---- | ---- |
|         | Tour Down Under      | —    | 71.º |
|         | Vuelta al País Vasco | 89.º | Ab.  |

### Clásicas y Campeonatos
| Carrera               | Carrera               | 2024 | 2025 |
| --------------------- | --------------------- | ---- | ---- |
|                       | Milán-San Remo        | —    | 38.º |
| Flecha Brabanzona     | Flecha Brabanzona     | Ab.  | —    |
| Clásica San Sebastián | Clásica San Sebastián | Ab.  |      |
| España en Ruta        | España en Ruta        | Ab.  | —    |
| España Contrarreloj   | España Contrarreloj   | 2.º  | —    |

—: No participa

Ab.: Abandona

## Equipos
- EF Education-EasyPost (2024-)